# USS Enterprise (NCC-1701-A)

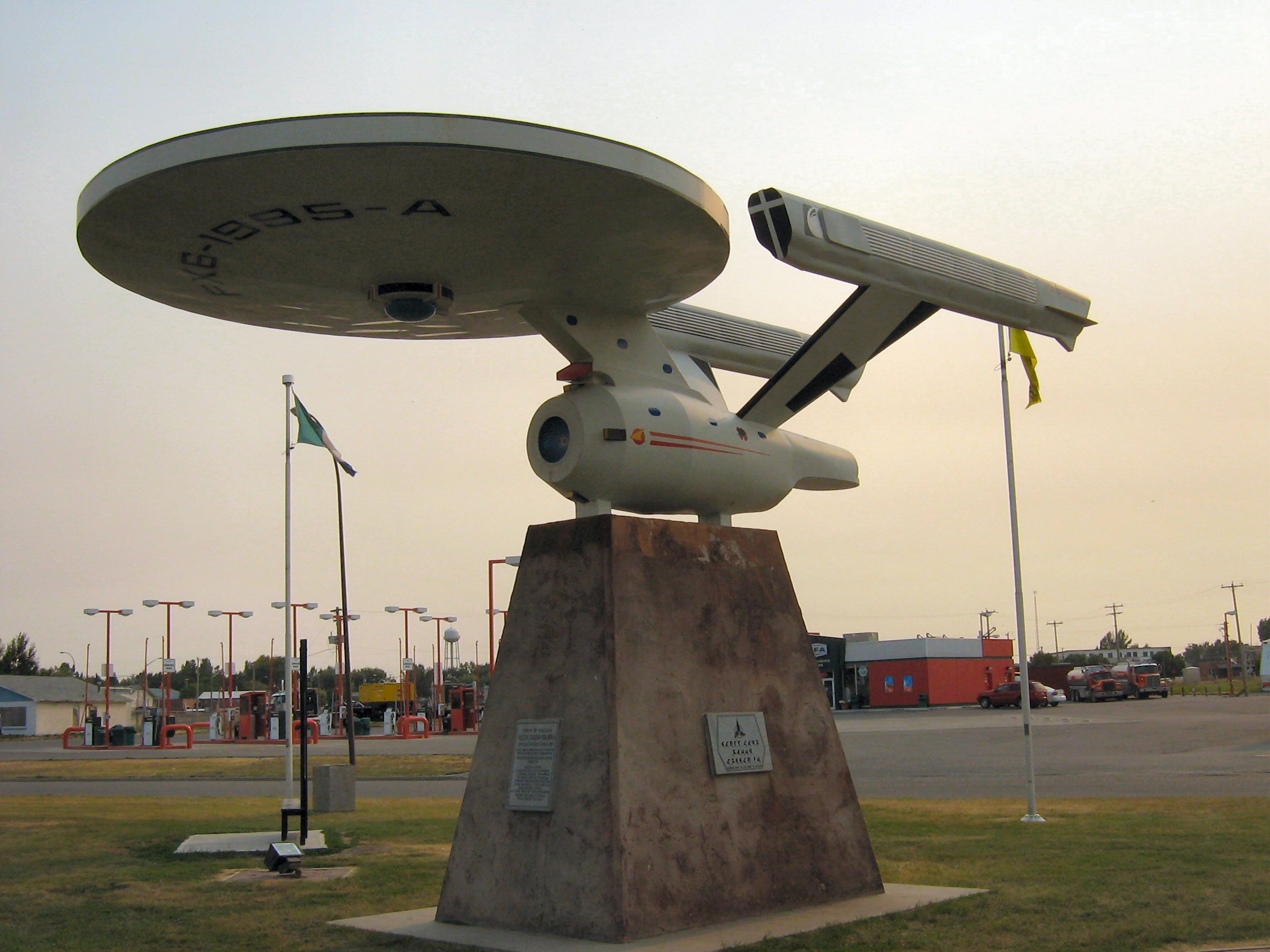
Replika lodi Enterprise-A je umístěna v kanadském městě Vulcan

USS Enterprise s registračním číslem NCC-1701-A (často zvána Enterprise-A) je fiktivní hvězdná loď ze světa Star Treku patřící k Hvězdné flotile. Poprvé se objevila ve filmu Star Trek IV: Cesta domů, v následujících dvou filmech V: Nejzazší hranice a VI: Neobjevená země již hrála hlavní roli.
Jedná se o těžký křižník třídy Constitution neznámého původu. S novým jménem Enterprise-A loď po přestavbě sloužila v letech 2286 až 2293, kdy byla vyřazena. Podoba lodě odpovídá podobě původní Enterprise po přestavbě v letech 2269–2271.

## Vznik a design
Při natáčení posloužil pro Enterprise-A stejný model lodi jako pro předchozí USS Enterprise (NCC-1701) po přestavbě, jež byla dokončena na začátku prvního filmu.
V říjnu 2006 se v aukční síni Christie's konala dražba rekvizit používaných při natáčení filmů a seriálů Star Trek, model Enterprise-A byl vydražen za 240 000 dolarů.

## Historie lodě
Loď byla pokřtěna v roce 2286 v doku na orbitě Země a byla přidělena Jamesi T. Kirkovi, který byl za události popsané ve filmu III: Pátrání po Spockovi degradován z hodnosti admirála na kapitána. Ještě ne zcela dokončená loď byla Kirkovi a jeho dlouholeté posádce předána na konci snímku IV: Cesta domů.
Enterprise-A se na první let vydala předčasně, musela se tedy vrátit do doků a musely proběhnout nejrůznější opravy. Aniž by byly dokončeny (např. nefungovaly transportéry), byla loď roku 2287 vyslána na misi k planetě Nimbus III, kde vulkánský revolucionář Sybok ovládl jediné město. Nakonec se zmocnil i Enterprise-A a pod jeho velením vletěla loď do středu Galaxie, kde hledal Sha Ka Ree (vulkánskou obdobu pozemského Ráje). Zde Sybok zahynul při střetu s mocnou bytostí a velení Enterprise-A se znovu ujal kapitán Kirk; loď ale byla vážně poškozena klingonským Dravcem, který ji pronásledoval. Tyto události byly popsány ve filmu V: Nejzazší hranice.
Nedlouho před odchodem posádky do důchodu byla Enterprise-A v roce 2293 vyslána na svoji poslední misi. V Klingonské říši explodoval měsíc, kde se těžilo dilithium. Následně se hlavní planeta jejich ocitla v situaci, kdy ji embargo Spojená federace planet mohlo do šedesáti let i s její celou říší zničit. Kancléř Gorkon chtěl s Federací tedy uzavřít mír. Loď s kapitánem Kirkem v pozici kapitána byla vyslána vstříc vlajkovému klingonskému plavidlu, aby mu zajistila bezpečný průlet až k Zemi, neboť část klingonského vojska nebyla mírovému řešení nakloněna. Na kancléře Gorkona na palubě IKS Kronos One byl ale spáchán atentát, z něhož byli obviněni Kirk a doktor McCoy. Ti byli Klingony zajati a odsouzeni k doživotním pracím v dolech. Velení na Enterprise-A dočasně převzal kapitán Spock, který oba muže osvobodil a ilegálním vyšetřováním na samotné Enterprise-A odhalil rozsáhlé spiknutí, do něhož byli zapojeni Klingoni, Romulané a rovněž i někteří důstojníci z nejvyššího velení Flotily. Za pomoci USS Excelsior pod velením kapitána Sulu zabránili atentátu na mírových jednáních. Tyto události se odehrály ve filmu VI: Neobjevená země. Na jeho konci byla původní posádka uvolněna do důchodu.
Enterprise-A byla krátce přidělena nové posádce a poté byla definitivně vyřazena. Nahrazena byla lodí USS Enterprise (NCC-1701-B) třídy Excelsior vypuštěnou téhož roku (viz film Star Trek: Generace).

### Nekánonické informace
Ačkoliv jméno lodě před její přestavbou a zařazením jako Enterprise-A v roce 2286 nebylo ve filmech zmíněno, podle některých nekánonických zdrojů (např. Mr. Scott's Guide to the Enterprise od Shanea Johnsona) se mohlo jednat o USS Yorktown (NCC-1717) nebo USS Ti-Ho (NCC-1798).
V knize Nejlepší osud je popsán osud lodě po událostech z filmu VI: Neobjevená země. Těsně před samotným uvolněním posádky do důchodu zachytila Enterprise-A na cestě k Zemi volání o pomoc od USS Bill of Rights, která byla chycena do blokačního pole a měla být zneužita starým známým kapitána Kirka. Poté, co Enterprise-A vyrazila na pomoc, byla chycena taktéž, jenže díky svým štítům, které by se daly označit jako méně vyspělé na rozdíl od Bill of Rights, loď vyvázla, přičemž se ji podařilo Bill of Rights vzít s sebou díky roztažení štítů vlastních. Poté se lodě energeticky zregenerovaly a unikly zničení antihmotovým reaktorem planety Faramond, který spustil Kirkův známý v domnění, že dokáže transportovat Bill of Rights z Faramondu před Hvězdnou základnu 1, spoléhající na cizí technologii.

## Posádka
velící důstojník
- kapitán James T. Kirk

první důstojník
- kapitán Spock

hlavní lékařský důstojník
- komandér Leonard McCoy

šéfinženýr
- kapitán Montgomery Scott

kormidelník
- kapitán Hikaru Sulu (2286–2290)
- poručík Valeris (2293)

navigátor
- komandér Pavel Čechov

komunikační důstojník
- komandér Nyota Uhura